# Kiwi-Pass
Der Kiwi-Pass ist ein hoher Gebirgspass in der antarktischen Ross Dependency. Er liegt nordöstlich des Mount Egerton in den Churchill Mountains. 
Die Nordgruppe einer von 1960 bis 1961 durchgeführten Kampagne im Rahmen der New Zealand Geological Survey Antarctic Expedition nutzte den Pass bei der Durchquerung des Gebirges und benannte ihn nach dem Umgangsnamen für die Einwohner Neuseelands.